# مکس (رسانه اینترنتی)

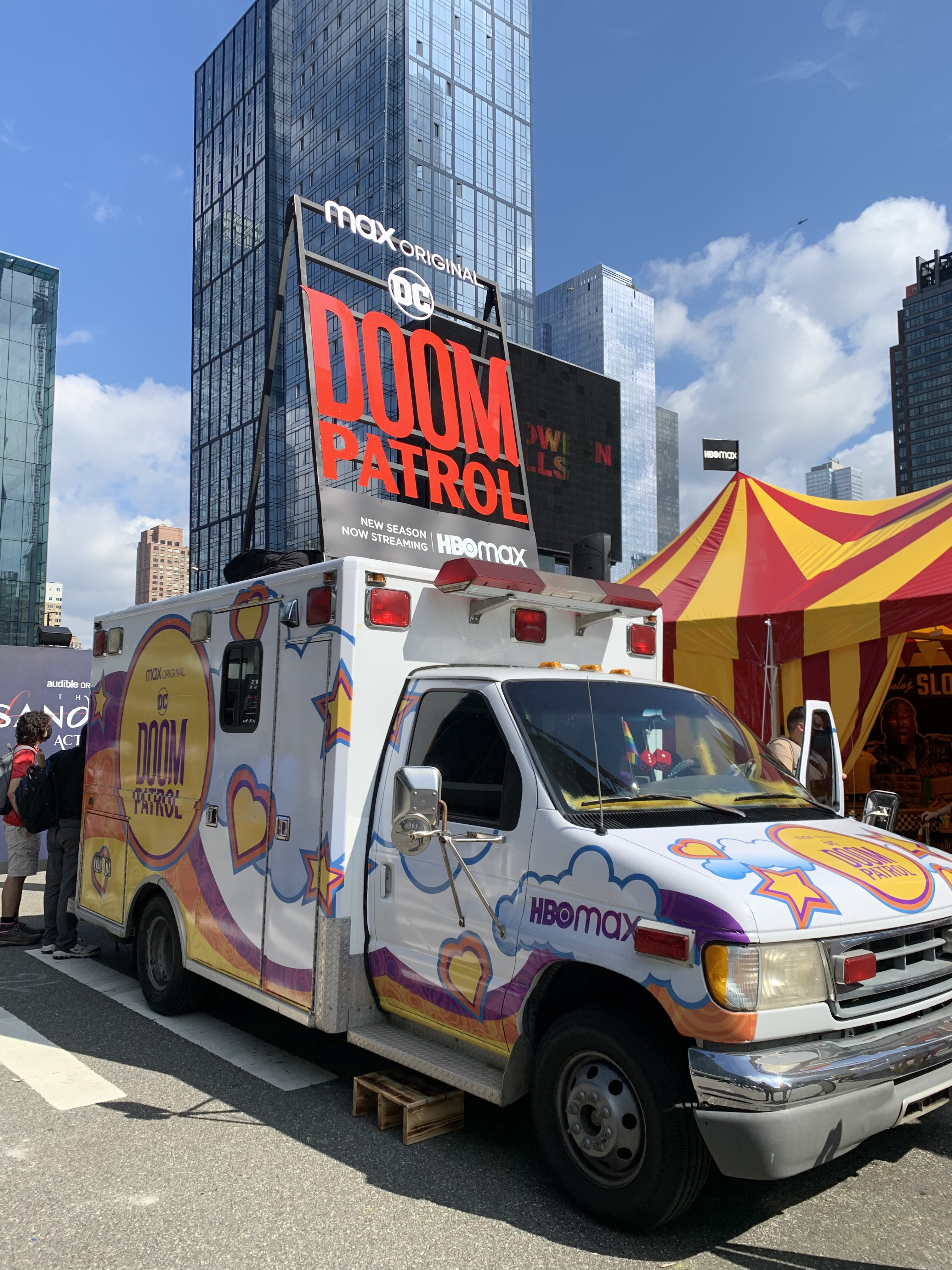
پخش داستان مصور توسط مکس.

مکس ، یا اچ‌بی‌او مکس ،  یک سرویس پخش ویدئوی درخواستی اشتراکی آمریکایی (SVOD) است. این متعلق به وارنرمدیا دایرکت، ال‌ال‌سی، واحدی متعلق به برادران وارنر است. استریمینگ جهانی دیسکاوری و سرگرمی تعاملی که خود بخشی از برادران وارنر دیسکاوری است. این سرویس برای اولین بار در ۲۷ می ۲۰۲۰ در ایالات متحده راه اندازی شد (به عنوان HBO Max)، در نهایت محتوایی از کتابخانه های برادران وارنر ، کانال دیسکاوری ، اچ‌بی‌او ، سی‌ان‌ان ، شبکه کارتون ، شنا بزرگسالان ، سیاره حیوانات ، یورو اسپورت ، ارائه شد. و برندهای مرتبط با آنها این سرویس همچنین برنامه‌های اصلی را تحت عنوان «مکس اورجینال»، برنامه‌هایی از سرویس تلویزیون پولی اچ‌بی‌او و محتوایی که از طریق قراردادهای کتابخانه شخص ثالث (مانند استودیوهای فیلم برای حقوق تلویزیون پولی) به دست آمده است، ارائه می‌کند. قراردادهای تولید (از جمله قراردادهایی که با استودیوی بی‌بی‌سی و کارگاه سیسیم ) شامل می‌شود.